# Christiane Grimm
Christiane Grimm, née le 12 mars 1952 à Bâle, est une photographe-plasticienne suisse. Après des études à l'École de design de Bâle elle découvre la photo en travaillant pour le cinéma et collabore à la publication d'ouvrages universitaire.

## Biographie

### Origines et famille
Christiane Grimm naît le 12 mars 1952 à Bâle. Elle est originaire de Grindelwald, dans le canton de Berne.
Sa mère est médecin, son père est théologien et tous deux ont une pratique artistique.
Elle a un fils, Jean Reusser, réalisateur et monteur depuis 2009 des derniers films de son père, Francis Reusser.

### Formation
Elle étudie le dessin et la peinture à l'École de design de Bâle ainsi que la sculpture. Elle se spécialise plus tard dans la photographie après avoir participé au tournage d'un film elle a obtenu une Bourse de la Swiss Art Awards.

### Parcours au cinéma
Christiane Grimm travaille pendant plusieurs années pour le cinéma comme coscénariste et photographe, notamment sur les films Seuls et Derborence de Francis Reusser.

### Photographie
Dès 1993 sa recherche photographique s'oriente vers la figure humaine et le corps, Le théâtre des corps.
Ses photographies figurent dans le film Passages de la recherche de Francis Reusser et Emmanuelle de Riedmatten. Elles font partie de la collection des HUG.
Puis successivement elle interprète les objets, Entre-Deux. Elle poursuit avec les paysages et les sites urbains, Présent pour demain.

Pour enrichir sa vision, elle s’ouvre au monde scientifique et travaille dès 1994 avec un chercheur de l’École polytechnique fédérale de Lausanne. Elle collabore ainsi, avec ses photographies, au Traité des couleurs de Libero Zuppiroli et Marie-Noëlle Bussac, paru en 2002, et au Traité de la lumière, paru en 2009, ainsi qu'au Traité de la matière 2015.

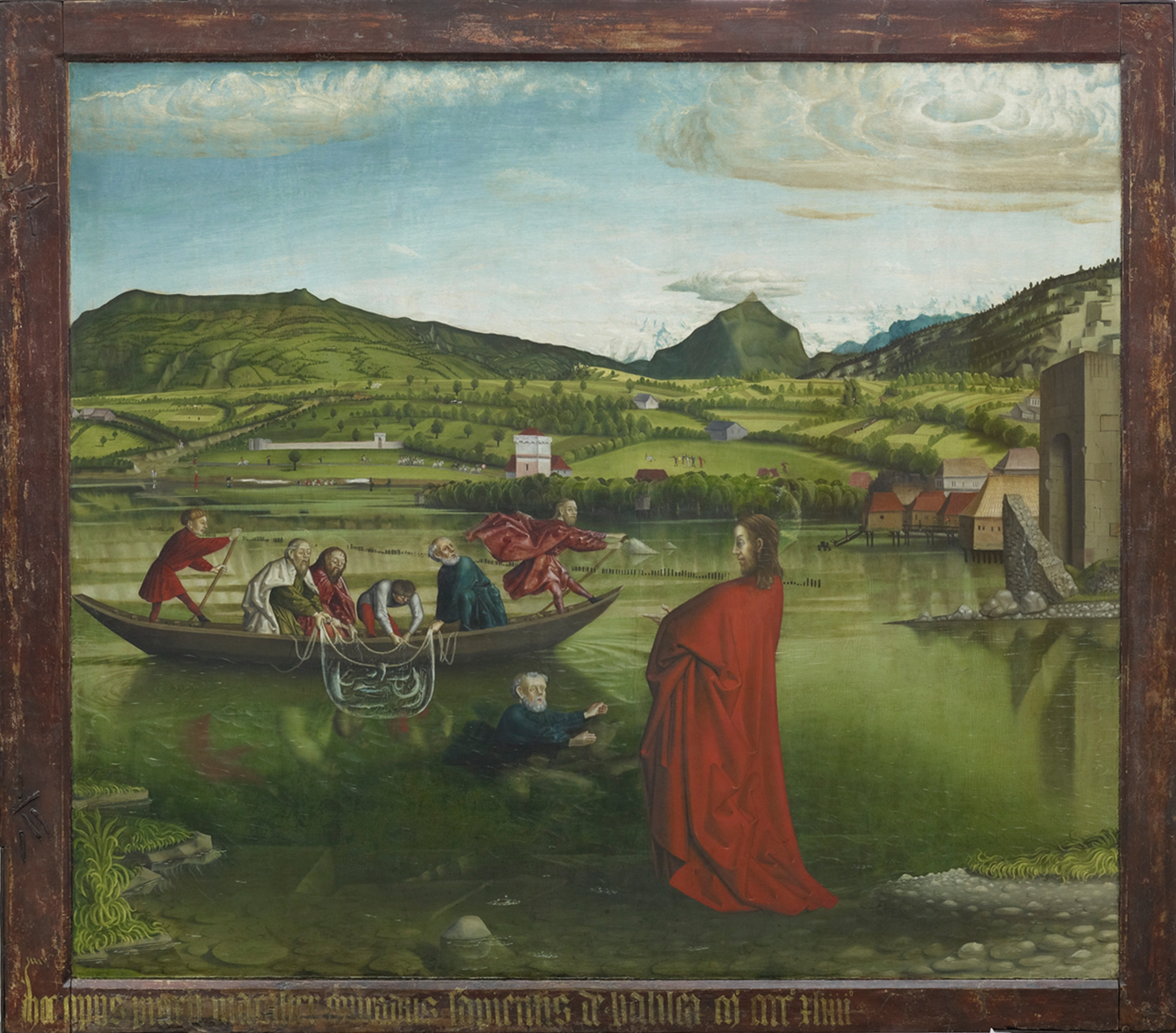
Konrad Witz. La Pêche miraculeuse (1444).

De ce dialogue entre art et science sont nées plusieurs expositions: Consonances chromatiques, De la couleur, Matière et sens, L’eau et ses histoires. Pour Consonances chromatiques, elle s'inspire du tableau La pêche miraculeuse de Conrad Witz réalisé en 1444, qui est le premier tableau décrivant un paysage de manière réaliste. Pour ce faire, l'artiste a retenu cinq couleurs emblématiques, le jaune, le vert, le bleu, le rouge et le gris bleuté du ciel. Elle les décline en photographies du paysage lémanique.
De 2010 à 2013, ses recherches sur la lumière la mènent à créer des séries de photographies grand format : Transfiguration,et Éclat plastique, Évanescence, Sublimation. Ces images représentent des objets transparents, simplement usuels destinés à être jetés après emploi. En jouant avec certaines particularités de la lumière, elle les recycle.
En 2014, le Centre de la photographie de Genève présente STILL, THE FILM qui met en scène deux de ses expositions, Histoire de la nuit de Clemens Klopfenstein et Hors-Champ, Derborence.

## Ouvrages collectifs
- avec Francis Reusser, Seuls, Cinémathèque Suisse, 1981[16]
- avec Libero Zuppiroli et Marie-Noëlle Bussac, Traité de la lumière, Presses polytechniques et universitaires romandes [diff. Geodif], 2009 (ISBN 978-2-88074-801-2)
- avec Libero Zuppiroli et Marie-Noëlle Bussac, Traité des couleurs, Presses polytechniques et universitaires romandes [diff. Geodif], 2012 (ISBN 978-2-88074-868-5).
- avec Libero Zuppiroli, Traité de la matière, Presses polytechniques et universitaires romandes, 2015 (ISBN 978-2-88915-042-7).

## Expositions
- 1988 : Hors-Champ, Derborence[17].
- 1993 : Osmoscosmos, Le théâtre des corps[18],[19].
- 1995 : Entre-Deux[10].
- 2001 : De la couleur[12],[20].
- 2004 : Matière et sens[20],[21].
- 2005 : La traversée des jours immobiles[9].
- 2011 : Apparition[12],[22].
- 2013 : Transfiguration: lumière du détritus[23].
- 2014 : Still, The Film Hors-Champ, Derborence Histoire de la nuit, avec Clemens Klopfenstein[6].
- 2014 : Art et Architecture[24].
- 2015 : L'Humen[14].
- 2018 : Le nu dans tous ses états[8].

## Filmographie
- 1981 : Seuls, coscénariste avec Francis Reusser.
- 1985 : Derborence, coscénariste avec Francis Reusser et Jacques Baynac.
- 1993 : Passages de la recherche, photographies.